# Mário Maestri
Mário José Maestri Filho (Porto Alegre, 1948) é um historiador brasileiro e italiano.

## Biografia
Nasceu em Porto Alegre, em 1948. Seu avô paterno era de Misano di Gera d'Adda, Itália, e sua bisavó materna, da Galícia, ambos de famílias camponesas Seus avós maternos eram sul-rio-grandenses, do município de Rio Pardo, estancieiros. Seu avô, o general Argemiro Dornelles, teve destacado papel na Revolução de 1930, no Rio Grande do Sul.  Seu tio materno, o piloto de caça da FAB, o coronel Luís Dornelles, foi abatido em Alessandria, nos últimos momentos da II Guerra Mundial, em 26/04/1945.
Mário Maestri, após rápida passagem pela escola de engenharia da PUC-RS, estudou história na UFRGS, participou da residência estudantil à Ditadura Militar. Foi preso, em 1969, julgado e absolvido por falta de provas, refugiando-se no Chile da Unidad Popular, de 1971 a 1973, onde continuou seus estudos em história no Instituto Pedagógico da Universidade do Chile. Teve como professores, entre outros, o historiador Gabriel Salazar e Hugo Cansino. Militou no MIR chileno, participou da tentativa militar de resistência ao golpe, e, após a consolidação do golpe, da Fracción Disidente del MIR, já refugiado na Bélgica. 
Após o  11 de setembro de 1973, refugiou-se no México, onde lhe foi negado o direito de asilo, e, a seguir, na Bélgica, onde se graduou e pós-graduou em Ciências Históricas, no "Centre de l'Histoire de l'Afrique" da Universidade Católica de Lovaina, defendendo dissertação de mestrado sobre a África negra pré-colonial e tese de doutoramento sobre a escravidão colonial no Rio Grande do Sul, trabalho pioneiro sobretudo no relativo à resistência do trabalhador escravizado no sul do Brasil.  Seu orientador nos dois trabalhos foi o africanista Jean-Luc Vellut.  De sua banca examinadora de doutoramento, participou o historiador francês Frederic Mauro (1921-2001). 
De volta ao Brasil, em 1977, integrou-se à luta contra a ditadura militar e pelo socialismo, como militante da antiga Convergência Socialista, de 1978-79, e, mais tarde, da ORM-DS, até 02/1982. Participou na base da organização do PT e, do qual se afastou quando de sua orientação social-democrática e a, seguir, social-liberal. Mais tarde, participou da fundação do PSOL, não acompanhando a organização em sua deriva eleitoreira. Em 2017-18, militou na Célula Internacionalista do PCB-RS. Hoje, é comunista sem partido. Foi reconhecido como refugiado político  e  anistiado, pela portaria 2742, publicada no Diário Oficial em 01/09/2010.  
Lecionou, entre outras instituições, na FURG, em Rio Grande, de onde foi afastado por exigência direta de Golbery de Couto e Silva, rio-grandino. Participou do programa de pós-graduação em História da UFRJ, quando de sua constituição, e da PUC-RS, na Universidade de Caxias do Sul, de 1988 a 1994, onde desenvolveu linha de trabalhos pioneira sobre a escravidão rio-grandense.   
Venceu concurso para o Cruso de História na UFRGS, de onde se demitiu. Lecionou, por dos anos, na UCS, onde empreendeu investigação sobre a colonização colonial italiana, tema sobre o qual orientou diversos trabalhos a seguir.  Trabalhou, até 2018, quando se aposentou, no Programa de Pós-graduação em História da Universidade de Passo Fundo (mestrado e doutorado), onde orientou 56 trabalhos de pós-graduação em História (mestrado e doutorado), sobretudo sobre a história: da escravidão colonial no Rio Grande do Sul e no Brasil; da imigração colonial-camponesa no Rio Grande do Sui; da economia pastoril escravista sulina; da arquitetura e escravidão e da bacia do Prata, com destaque para a história da Guerra da Tríplice Aliança contra o Paraguai (1864-1870).. Escreveu uma história geral sobre aquele conflito, em quatro livros, publicados no Brasil e no Paraguai (Editora Intercontinental). Aposentado, é professor colaborador do PPGH da UPF.  
Realizou estágio de pós-doutoramento na Bélgica e semestre sabático em Portugal. Foi correspondente internacional, em Milão, do jornal Diário do Sul (Grupo Gazeta Mercantil), de 1996 a 1998, tendo publicado naquele país dois livros, um sobre a história do Brasil (Xenia) e o outro sobre a escravidão colonial (Sellerio). Publicou, em 1990, na França  L´esclavage au Brasil, objeto até hoje de reimpressões. (Kartala). Dirigiu, por dois anos, a Editora da UPF, que se destacou, em produção, durante sua gestão, como a quarta editora universitária do Brasil. 
Mário Maestri participou da fundação do "Centro de Estudos Marxistas" do Rio Grande do Sul, da Associação dos Amigos e Companheiros do Historiador Luiz Roberto Lopez e da revista "História & Luta de Classes". Dirigiu a coleção Malungo, primeiro na Editora Ícone, de São Paulo, a seguir transferida para a  UPF Editora e  FCM Editora. A coleção Malungo, especializada em estudos historiográficos acadêmicos, com ênfase na escravidão colonial, publicou mais de 30 livros publicados. Fundou e dirigiu a FCM Editora, de Porto Alegre, dedicada à publicação não lucrativa, sobretudo de trabalhos acadêmicos e de esquerda. 
Coordenou o grupo de discussão virtual ZOOM, cobre conjuntura nacional e internacional e, durante a pandemia, a página Pelamanha.allamattina, ainda hoje semi-ativa. Publicou mais de de quarenta livros individuais, na França, na Itália, na Bélgica, no Paraguai e no Brasil. Seu livro Os senhores do litoral : conquista portuguesa e genocídio tupinambá no litoral brasileiro. século XVI, hoje na terceira edição, recebeu o Prêmio Açorianos, na rubrica ensaios [1995]. O trabalho de seu orientando, o historiador piauiense Solimar Oliveira Lima, venceu o mesmo prêmio, com o livro Triste Pampa: resistência e punição de escravos em fontes judiciárias no Rio Grande do Sul (1818-1833), em 1998. A vasta produção nacional e internacional de Mário Maestri foi realizada praticamente sem qualquer apoio do CNPp, CAPES, Fapergs, etc. Quando estudante, na Bélgica, recebeu bolsa de manutenção de pequeno Comitê Nacional de Apoio aos Refugiados do Chile, formadosobretudo por sindicalistas e militantes do pequeno Partido Comunista Belga.

## Livros publicados
- O escravo no Rio Grande do Sul: A charqueada escravista e a gênese do escravismo gaúcho. Porto Alegre: EST/ UCS, 1984;
- Depoimentos de escravos brasileiros. São Paulo: Ícone, 1988;
- História da África Negra pré-colonial. Porto Alegre: Mercado Aberto, 1988;
- Servidão negra: trabalho e resistência no Brasil escravista. Porto Alegre: Mercado Aberto, 1988;
- Lo schiavo coloniale: lavoro e resistenza nel Brasile schiavista. Trad. F. Carboni. Palermo: Sellerio, 1989. 170 pp.;
- Storia del Brasile. Milano: Xenia, 1991;
- L'Esclavage au Brésil. Trad. F. Carboni. Paris: Karthala, 1992;
- Les négritudes aux Amériques: de l’esclavage à la mémoire retrouvée. Bruxelles: Maison de l'Amerique Latine; Passo Fundo, Ed.UPF, 1996. (Em parceria com Luz Garcia);
- Terra do Brasil: A conquista lusitana e o genocídio tupinambá. 6 ed. São Paulo: Moderna, 1997;
- Belo Monte: uma história da guerra de Canudos. 2 ed. São Paulo: Moderna, 1998. (Em parceria com José Rivair Macedo);
- Por que Paulo Coelho teve sucesso. Porto Alegre: AGE, 1999. 110 pp.;
- Cisnes negros: uma história da revolta da Chibata. São Paulo: Moderna, 2000. 112 pp.;
- Castro Alves: genealogia crítica de um revisionismo. Passo Fundo: EdiUPF, 2000. 102 pp.; 2 ed. rev. e ampl. Passo Fundo: EdiUPF, 2001.;
- I signori della montagna: la colonizzazione italiana nelle regione nord-occidentale del Rio Grande do Sul (Brasile) 1875-1914. Perugia: Guerra, 2001;
- Uma história do Brasil: A Colônia: Da descoberta à crise colonial. 3 ed. São Paulo: Contexto, 2001;
- Uma história do Brasil: O Império: Da Independência à Abolição. 2 ed. São Paulo: Contexto, 2001;
- O sobrado e o cativo: a arquitetura urbana erudita no Brasil escravista. O caso gaúcho. Passo Fundo: EdiUPF, 2001;
- O escravismo antigo. 20 e. São Paulo: Atual, 2002;
- O escravismo no Brasil. 10 ed. São Paulo: Atual, 2002;
- Deus é grande, o mato é maior! Trabalho e resistência  escrava no Rio Grande do Sul. Passo Fundo:  UPF Editora, 2002;
- PÉRET, Benjamin. O quilombo dos Palmares. Organização, ensaios e comentário de M. Maestri e R. Ponge: Porto Alegre: EdiUFRGS, 2002;
- Os senhores da Serra: a colonização italiana no Rio Grande do Sul. 3 ed. corrigida e ampliada. Passo fundo: EdiUPF, 2005;
- O escravo no Rio Grande do Sul: Trabalho, resistência e sociedade. 3 ed. rev. e ampliada. Porto Alegre: UFRGS, 2006;
- Antonio Gramsci: vida e obra de um comunista revolucionário. 2 ed. revista e ampliada. São Paulo: Expressão Popular, 2006. [Com Luigi Candreva];
- A linguagem escravizada: língua, poder e luta de classes. 2 ed. corr. e ampliada. São Paulo: Expressão Popular, 2006. (Com a lingüista Florence Carboni);
- O negro e o gáucho: estância e fazendas no Rio Grande do Sul, Uruguai e Brasil. Passo Fundo: UPF Editora, 2008. 275 pp.;
- Breve história do Rio Grande do Sul: da Pré-História aos Dias Atuais. Passo Fundo : UPF Editora, 2010, v.1. pp.461.; 2 ed. 2021. https://clubedeautores.com.br/livro/breve-historia-do-rio-grande-do-sul
- Peões, vaqueiros & cativos campeiros: estudos sobre a economia pastoril no Brasil. Passo Fundo: UPF Editora [CNPQ], 2010. T. I.
- Peões, vaqueiros & cativos campeiros: estudos sobre a economia pastoril no Brasil. Passo Fundo: UPF Editora [CNPQ], 2010. T. II. (Org., com Solimar Oliveira Lima);
- Peões, vaqueiros & cativos campeiros: estudos sobre a economia pastoril no Brasil. Passo Fundo: UPF Editora [CNPQ], 2010. T. III. (Org., com M.C. Brazil);
- A guerra no papel: história e historiografia da Guerra no Paraguai (1864-1875). Porto Alegre: FCM; PPGH UPF, Passo Fundo, 2013;[8]
- Os senhores do litoral : conquista portuguesa e genocídio tupinambá no litoral brasileiro. século XVI. [1995] 3 ed. revista e  ampliada. Porto Alegre: UFRGS, 2013;
- Paraguai: a República Camponesa. (1810-1864). Porto Alegre: FCM Editora/PPGH UPF, 2015. 250 p. https://clubedeautores.com.br/livro/paraguai-a-republica-camponesa-1865
- Paraguay: la República Campesina. 1810-1865. Asunción: Intercontinental, 2016. 287 p.
- Mar del Plata: Dominação e autonomia no sul da América: Argentina, Brasil, Uruguai: (1810-1864). Porto Alegre: FCM Editora/PPGH UPF, 2016. 274 p.
- El  Mar del Plata:  dominación y autonomía en el sur de América: Argentina, Brasil, Uruguay (1810-1864). Asunción: Intercontinental, 2017.
- Guerra sin fin: la Triple Alianza contra el Paraguay: La campaña ofensiva. 1865-1865. Asunción: Intercontinental, 2016;
- Guerra sem fim: A Tríplice Aliança contra o Paraguai. A campanha ofensiva. Porto Alegre: FCM Editora; Passo Fundo, PPGH UPF, 2017. 480 p. https://clubedeautores.com.br/livro/guerra-sem-fim-2
- Guerra sem fim: A Tríplice Aliança contra o Paraguai. A campanha defensiva. Porto Alegre: FCM Editora; Passo Fundo, PPGH UPF, 2019.https://clubedeautores.com.br/livro/guerra-sem-fim-3
- Guerra sin fin: la Triple Alianza contra el Paraguay: La guerra defensiva. 1865-1865. Asunción: Intercontinental, 2018;
- Abdias do Nascimento: quilombola ou capitão do mato? Ensaios de interpretação marxista sobre a política racialista para o Brasil. 2 ed. Porto Alegre: FCM Editora, 2021.https://clubedeautores.com.br/livro/abdias-do-nascimento
- Domenico Losurdo, um Farsante na Terra dos Papagaios. 2 ed. Porto Alegre: FCM Editora, 2021. https://clubedeautores.com.br/livro/domenico-losurdo-um-farsante-na-terra-dos-papagaios
- Revolução e contra-revolução no Brasil: 1530-2019. 2 ed. Porto Alegre: FCM Editora, 2018.https://clubedeautores.com.br/livro/revolucao-e-contra-revolucao-no-brasil
- Revolución y contra-revolución en Brasil: 1530-2019 Asunción: Arandurã, 2019.
- O despertar do Dragão. Nascimento e consolidação do imperialismo chinês. 1949-2021. O conflito USA-China no Mundo e no Brasil. Porto Alegre: UPF Editora, 2020. https://clubedeautores.com.br/livro/o-despertar-do-dragao-2
- Carcaça de negro. [Romance]. Porto Alegre: FCM Editora, 2023.

## Ligações Externas
- Blog do Professor Mário Maestri
- Página do currículo na plataforma Lattes